# ایرینا بلیزنووا
ایرینا بلیزنووا (روسی: Ирина Юрьевна Близнова؛ زادهٔ ۶ اکتبر ۱۹۸۶) بازیکن هندبال اهل روسیه بود.
وی همچنین برندهٔ جوایزی همچون نشان دوستی شده‌است.